# Aérodrome d'Ann
L'aérodrome d'Ann (code IATA : VBA • code OACI : VYAN) est un aéroport situé à Ann, dans l'État de Rakhine en Birmanie. 

## Situation
| Bhamo Îles Coco Dawei Hanthawaddy Heho Homalin Hpa-An Kalaymyo Kawthaung Kengtung Khamti Ann Kyaukpyu Kyauktu Lashio Loikaw Magway Mandalay Mawlamyaing Monghsat Monywa Myeik Myitkyina Naypyidaw Bagan · Nyaung U Pakokku Pathein Pauk Putao Sittwe Tachilek Thandwe Rangoun |

## Compagnies aériennes et destinations
| Compagnies                | Destinations                  |
| ------------------------- | ----------------------------- |
| Myanmar National Airlines | Magway (en), Rangoun (Yangon) |

Édité le 16/05/2020